# Eudorylaimus vulvapapillatus
Eudorylaimus vulvapapillatus is een rondwormensoort uit de familie van de Dorylaimidae. De wetenschappelijke naam van de soort is voor het eerst geldig gepubliceerd in 1954 door Meyl.